# Instituto Nacional de Ciencia de Materiales

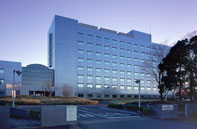
Edificio principal de NIMS en Sengen.

El Instituto Nacional de Ciencia de Materiales (Japón) (物質・材料研究機構, Busshitsu-zairyō kenkyū kikō?) o NIMS por su siglas en inglés (National Institute for Materials Sciences) es una Institución Administrativa Independiente y uno de los centros de investigación científica más grandes de Japón.

## Historia
El centro surge de la unión en 2001 de dos institutos, el NRIM (National Institute for Metals) fundado en 1956 y el NIRIM (National Institute for Research in Inorganic Materials) fundado en 1966

## Campus
Las distintas ubicaciones de NIMS son Sengen, Namiki, Sakura y Meguro. Adicionalmente, NIMS tiene una línea en el acelerador de partículas SPring-8 en la prefectura de Hyōgo. Aunque todos los campus poseen unidades de investigación, la mayor parte del trabajo administrativo se desarrolla en Sengen. Los campus de Sengen, Namiki y Sakura están localizados en Tsukuba, una ciudad científica a una hora de Tokio en tren

## Investigación
NIMS está dedicado a la investigación de materiales con énfasis en el procesamiento, caracterización y aplicaciones de metales, semiconductores, superconductores, cerámicos y materiales orgánicos en sus formas macrodimensionales y nanodimensionales. Las aplicaciones de los materiales estudiados incluyen la electrónica, óptica, recubrimientos, celdas de energía, catálisis y biotecnología. Las técnicas de caracterización incluyen microscopía electrónica, partículas aceleradas de alta energía y campos magnéticos de alta densidad. La mayor parte de la investigación es práctica, aunque algunos centros se dedican al modelado teórico

## Logros
NIMS ha sido reconocido como líder mundial en diversos campos científicos que incluyen
- Fabricación de mono cristales de Diamante[1] y Nitruro de Boro[2][3] por técnicas de Alta Presión y Temperatura

- Dopado negativo de recubrimientos finos de diamante[4]

- Demostración de aplicaciones óptico-electrónicas de los cristales de Nitruro de Boro y Diamante como láser de radiación ultravioleta profunda[3] y diodos emisores de luz.[4][5]

- Fabricación y Caracterización de Nanotubos de Nitruro de Boro.[6]

- Materiales Superconductores[7] y Orgánicos[8]

- Cerámicos funcionales, un ejemplo son los cerámicos superplásticos[9]

- Nanopartículas catalístas[10]

- Deposición por inducción de electrones - una técnica de fabricar nanoestructuras y nanoelementos utilizando el rayo de electrones de un microscopio electrónico[11]

También, varias tecnologías y equipos han sido propuestos por NIMS:
- El Interruptor Atómico - un nanoelemento semiconductor que controla los movimientos de átomos[12]

- El Termómetro más pequeño del mundo basado en un nanotubo de carbono de pared única[13]

- Efecto de electrodeformación gigante[14]

- Termorrociado Tibio o Proyección Térmica Tibia - Una tecnología eficiente para recubrir un material con una capa de metal, polímero o cerámico.[15]